# Paul Westmacott Richards
Paul Westmacott Richards (19 de diciembre de 1908-4 de octubre de 1995) fue un ecólogo, botánico, briólogo británico, pionero de la investigación ecológica en los bosques tropicales.

## Biografía
Era el más joven de los cuatro hijos del Dr. H. Meredith Richards, que obtiene en 1911, una posición importante en el servicio de salud de Cardiff. Influenciado durante su infancia por el botánico Eleanor Vachell (1879-1948), se unió al Club de Intercambio Botánico (más tarde para convertirse en la Sociedad Botánica de las islas británicas), siendo uno de los más miembros jóvenes. Edwin Arthur Wade, comisario del herbario del Museo y Galería Nacional de Cardiff, de Gales, Richards se interesó en los musgos y se une en 1920, al Club de Intercambio de Musgos (el futuro British Bryological Society). El gran conocimiento de este joven impresionó profundamente al briólogo Daniel Angell Jones, le hizo mantener una correspondencia regular.
En 1920, la familia Richards se trasladó a Londres, y comenzó a frecuentar el Instituto Botánico Sud de Londres. Durante los momentos de herborización, se une con David Guthrie Catcheside.
Una estancia de cuatro meses en Zúrich (1925), le permite encontrarse con el especialista Carl Joseph Schröter (1855-1939), quien lo invitó a unirse a varias excursiones botánicas.
Asistió al University College London (1925-1927) y se unió a la Trinity College. Se hace amigo de Edmund Frederic Warburg y Tom Tutin. Fue durante sus estudios en Cambridge que se interesó en las selvas tropicales.
Fue invitado por su hermano mayor, el entomólogo Owain W. Richards (1901-1984) para unirse a una expedición científica a la Guayana Británica para asistir al botánico Noel Yvri Sandwith. Paul Richards aparece tan frágil y queda a cargo de la expedición, el Mayor Richard George William Hingston, que duda de su supervivencia. Ese viaje involucrando el interés Richards por la selva. En 1938, se convirtió en un demostrador de botánica en la Universidad de Cambridge. Richards pasó sus primeras publicaciones de musgos británicos, pero después de la guerra, las especies africanas. En 1950, publicó una guía sobre estas plantas, A Book of Mosses.

## Algunas publicaciones
- paul westmacott Richards. 1962. Plant Life and Tropical Climate. 9 pp.

### Libros
- paul Westmacott Richards, Shinichi Uematsu, Tatsuo-Kira 1978. 熱帯多雨林: 生態学的研究 (Selvas: estudio ecológico). 506 pp.
- ---------------------------------. 1970. The life of the jungle. Our living world of nature. Ed. McGraw-Hill, 232 pp.
- ---------------------------------, Tấn Nhị Vương. 1964. Rừng mưa nhiệt đới (Las selvas tropicales). Ed. Khoa học, 280 pp.

### Editor
- Journal of Ecology 1958-63

## Premios
- Sociedad Linneana de Londres, que le otorga en 1979 la medalla linneana[1]

## Eponimia
- (Medusandraceae) Soyauxia richardsiana Brenan 1952